# Смолегов
Смолегов (бел. Смалегаў) — упразднённая деревня в Завойтянском сельсовете Наровлянского района Гомельской области Беларуси.
Рядом с деревней месторождение железняка. На востоке, юге и западе граничит с лесом.

## География

### Расположение
В 13 км на юго-запад от Наровли, 17 км от железнодорожной станции Ельск (на линии Калинковичи — Овруч), 191 км от Гомеля.

### Гидрография
На реке Мытва (приток реки Припять).

## Транспортная сеть
Транспортные связи по просёлочной, а затем автодорогам Демидов — Бук и Ельск — Наровля. Планировка состоит из прямолинейной, почти широтной улицы, к которой с севера присоединяется короткая улица, ориентированная с юго-востока на северо-запад. Застройка двусторонняя, деревянная, усадебного типа.

## История
По письменным источникам известна с XVI века как деревня Смолегавичи в Мозырском повете Минского воеводства Великого княжества Литовского, шляхетская собственность. В 1750-51 годах жители участвовали в антифеодальном восстании. После 2-го раздела Речи Посполитой (1793 год) в составе Российской империи. В 1795 году работала церковь. В 1825 году деревню у Гольстов купил помещик С. И. Горват. Согласно переписи 1897 года действовал хлебозапасный магазин, в Наровлянской волости Речицкого уезда Минской губернии.
В 1931 году организован колхоз «Путь социализма», работала кузница. С 1934 года действовала школа. Во время Великой Отечественной войны в боях за деревню погибли 10 советских солдат (похоронены в братской могиле на кладбище). 43 жителя погибли на фронте. Согласно переписи 1959 года в составе колхоза «Красный боец» (центр — деревня Завойть). Расположены фельдшерско-акушерский пункт, клуб.

## Население

### Численность
- 2004 год — 6 хозяйств, 8 жителей.

2012 год- 2 хозяйства.
2023 - 0.

### Динамика
- 1795 год — 28 дворов, 187 жителей.
- 1834 год — 42 двора.
- 1897 год — 49 дворов, 199 жителей (согласно переписи).
- 1908 год — 65 дворов, 406 жителей.
- 1959 год — 620 жителей (согласно переписи).
- 2004 год — 6 хозяйств, 8 жителей.